# Nihon Hidankyō
Nihon Hidankyō, właściwie Japońska Konfederacja Organizacji Ofiar Bomb Atomowej i Wodorowej – japoński ruch utworzony przez Hibakusha w 1956 roku, mający na celu:
1. wywarcie nacisku na rząd Japonii, aby zwiększył wsparcie dla ofiar ataku atomowego na Hiroszimę i Nagasaki;
2. lobbowanie rządów na rzecz zniesienia broni jądrowej[2].

W 2024 roku ruch został wyróżniony Pokojową Nagroda Nobla „za wysiłki na rzecz świata wolnego od broni jądrowej i za wykazanie poprzez zeznania świadków, że broń jądrowa nigdy nie może zostać ponownie użyta”.